# Name reaction

Name reaction est une appellation anglophone n'ayant pas son équivalent en français, pouvant se traduire par « réaction nommée », dans le sens qu'elle a reçu le nom d'une ou de plusieurs personnes. 
Le terme définit une réaction chimique nommée d'après ses découvreurs ou développeurs. Des centaines parmi les dizaines de milliers de réactions organiques connues ont reçu le nom d'une ou de plusieurs personnes, par exemple la réaction de Grignard, la réaction de Sabatier, la réaction de Wittig, la condensation de Claisen, l'acylation de Friedel-Crafts et la réaction de Diels-Alder. 
Des livres consacrés exclusivement à ces types de réactions ont été publiés,,. Le Merck Index, une encyclopédie chimique, comprend également une annexe consacrée aux name reactions.  
Comme la chimie organique s'est développée au cours du XXe siècle, les chimistes ont commencé à associer des réactions aux noms des découvreurs ou des développeurs. Dans de nombreux cas, le nom n'est qu'un mnémonique. Certaines réactions portent un nom qui n'est pas celui de leur véritable découvreur, par exemple le réarrangement de Pummerer, l'oxydation de Pinnick et la réduction de Birch.
Bien qu'il existe des approches pour nommer les réactions basées sur le mécanisme de réaction ou la transformation globale, comme la nomenclature IUPAC pour les transformations par exemple, les noms plus descriptifs sont souvent difficiles à utiliser ou insuffisamment spécifiques, de sorte que les noms de personnes sont souvent plus pratiques pour une communication efficace.